# Avtandil Kentchadze
Avtandil Kentchadze (en géorgien : ავთანდილ კენჭაძე; né le 22 décembre 1995 à Ambrolaouri) est un lutteur libre géorgien, qui remporte la médaille d’argent lors des Championnats du monde de 2018 dans la catégorie des moins de 74 kg.
Il est médaillé de bronze des moins de 74 kg aux Jeux européens de 2019 à Minsk, aux Championnats d'Europe de lutte 2019, aux Championnats d'Europe de lutte 2020 et aux Championnats d'Europe de lutte 2023.